# Pierre La Croix
Pierre La Croix (auch: Pierre de la Croix; * um 1660 in Paris; † 21. Januar 1729 in Hannover) war ein französischer Brunnen- und Fontänenmeister sowie Wasserbauingenieur.

## Leben
Nachdem unter dem Braunschweig-Lüneburgischen Herzog Ernst August, gemeinsam mit seiner Ehefrau Sophie von der Pfalz, Gottfried Wilhelm Leibniz und anderen, das Herzogtum zum vorläufigen Kurfürstentum Hannover erhoben worden war und unter Sophie der Große Garten zum Wohnsitz vor der Residenzstadt Hannover und zum „[...] Zentrum der europäischen Kultur [...]“ ausgebaut wurde, konnte Anfang des Jahres 1700 der in Paris tätige Fontainer Pierre La Croix für die Herrenhäuser Gärten angeworben werden. Seine ihm gestellte Hauptaufgabe war es, die bereits zuvor 1697 begonnene Große Fontäne in Herrenhausen fertigzustellen. Zusätzlich sollten weitere Fontänen im südlichen Teil des Großen Gartens angelegt werden. Schließlich gelang es La Croix im Jahr 1720, die Große Fontäne mit einer seinerzeitigen Höhe von 36 Metern in Betrieb zu nehmen.
Nachfolger von Pierre La Croix als kurfürstlicher Fontänier wurde sein Sohn Georg Ludwig La Croix († 23. Januar 1773 in Hannover), dessen Geburtsdatum, obwohl ein Patensohn des Kurfürsten Georg Ludwig, bisher (Stand: Mai 2015) nicht zu ermitteln waren.
In dritter Generation übernahm später Pierre La Croix's Enkel Jean Joseph La Croix die Aufgaben des Fontainiers in Herrenhausen.

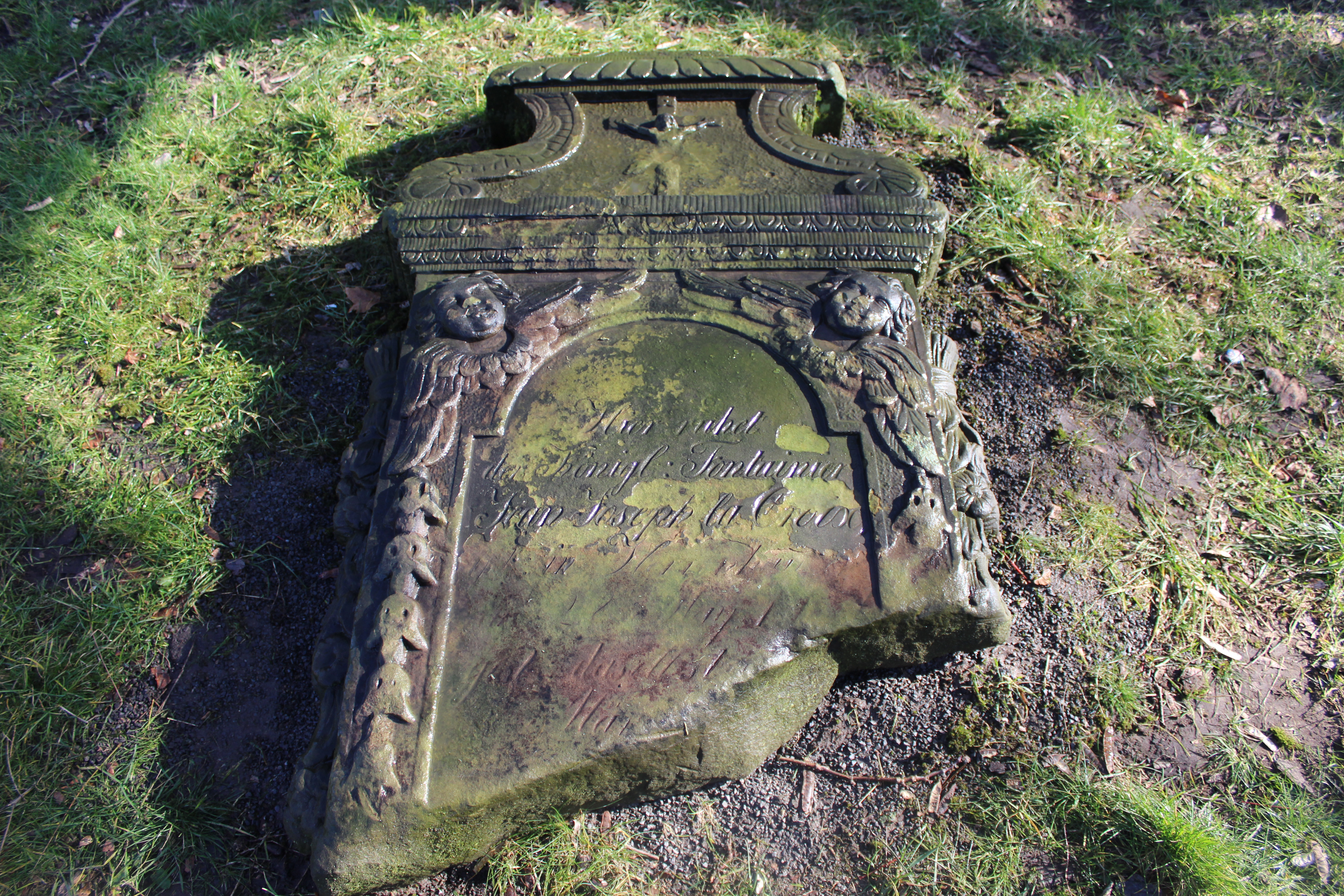
Bruchstück des vom katholischen Friedhof St. Johannis auf den Alten St.-Nikolai-Friedhof versetzten denkmalgeschützten Grabmals für den Enkel Jean Joseph La Croix

Pierre La Croix wurde auf dem katholischen Friedhof St. Johannis an der Hildesheimer Straße bestattet. Sein Standmal wurde vermutlich für seinen Enkel wiederverwendet und – nachdem der Friedhof in der Südstadt zugunsten der bis 1929 erbauten Stadtbibliothek Hannover eingeebnet worden war – als erhaltenes Bruchstück auf den Alten St.-Nikolai-Friedhof versetzt zwischen die Nikolaikapelle und die Nicolaistraße.